# Fogo no buraco

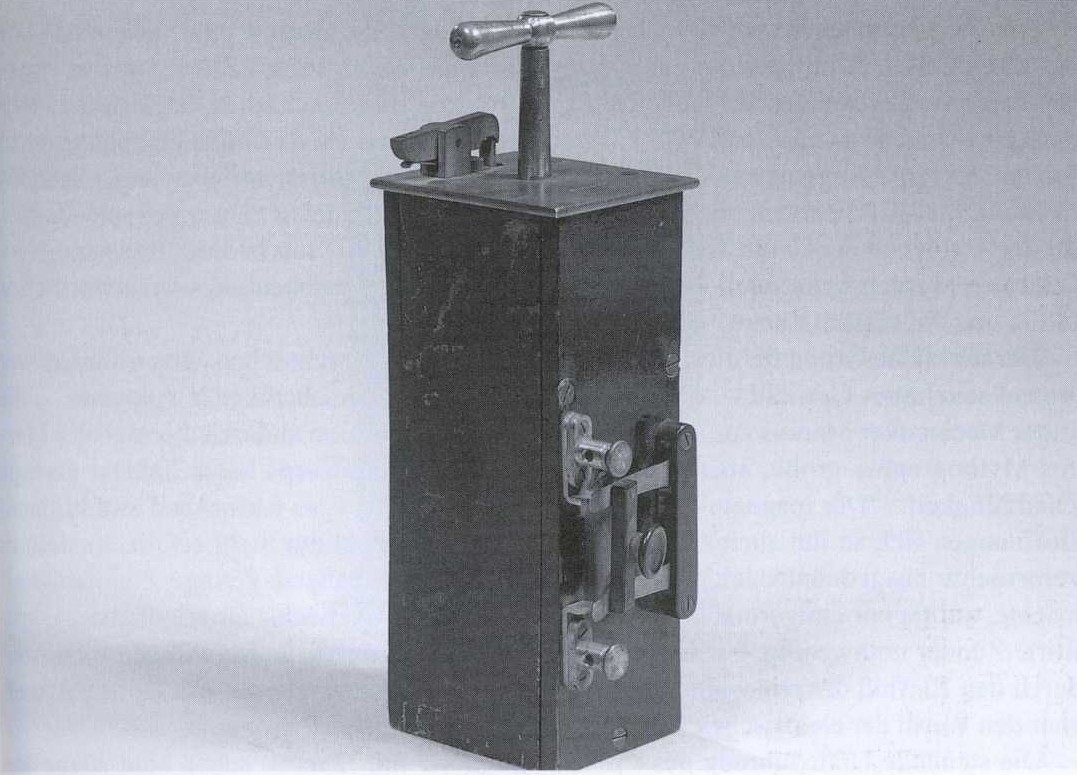
Detonador usado em minerações

Fogo no buraco (em inglês:  Fire in the hole) é um aviso de que uma detonação explosiva em um espaço confinado é iminente. Originou-se com os mineiros, que precisavam alertar seus companheiros que a carga explosiva tinha sido ativada. A frase aparece neste sentido nos regulamentos de mineração do estado, nos procedimentos militares e corporativos, e em vários livros de mineração e relacionados com treinamentos militares e narrativas. 

A NASA tem usado o termo para descrever uma forma de realização de um foguete de vários estágios em que por meio da ignição da fase superior, simultaneamente com a ejecção da fase inferior, sem um atraso habitual de vários segundos. Na Apollo 5 teste de voo não tripulado do primeiro módulo lunar Apollo , um "fire in the hole test" (teste do fogo no buraco) utilizando esse procedimento para simular um aborto de um pouso lunar. Gene Kranz descreve o teste em sua autobiografia:
O teste de incêndio no furo envolveu desligar o foguete de descida, soprando os parafusos que ligavam os estágios de subida e descida, comutação de controle e potência para o estágio de subida e acendendo o foguete de subida enquanto ainda estava alinhado para o desembarque.

## Referencias
- Este artigo foi inicialmente traduzido, total ou parcialmente, do artigo da Wikipédia em inglês cujo título é «Fire in the hole».

1. [1] "Fire in the hole". The Word Detective. 10 de outubro de 2008.
2. [2] "Illinois Administrative Code 225.55"
3. [3] "Idaho Administrative Code"
4. [4] "Here comes the boom"
5. [5] "Blasting Standard Operating Procedure, Raytheon Polar Services Company"
6. [6] "Google Books"
7. [7] Kranz, Gene (2001). Failure is not an option. Berkley Books. p. 215. ISBN 0425179877.

1. 1 2  The word dective (8 Outubro 2010). Fire in the hole. [S.l.: s.n.]
2. 1 2  Administrative Code. [S.l.: s.n.]
3. 1 2  Idaho Administrative Code. [S.l.: s.n.]
4. 1 2  «"Here comes the boom"». Arquivado do original em 2 de novembro de 2014
5. 1 2  «"Blasting Standard Operating Procedure, Raytheon Polar Services Company"» (PDF). Arquivado do original (PDF) em 24 de agosto de 2014
6. 1 2  «"Google Books"»
7. 1 2  «Gene Kranz»